# Chemin du Raisin
Le chemin du Raisin est une voie de Toulouse, chef-lieu de la région Occitanie, dans le Midi de la France.

## Situation et accès

### Description
Le chemin du Raisin est une voie publique. Il sépare le quartier des Minimes, dans le secteur 3 - Nord, et le quartier de Bonnefoy, dans le secteur 4 - Est.
Il mesure 584 mètres de long.
La chaussée compte une voie de circulation automobile dans chaque sens. Il appartient à une zone 30 et la vitesse y est limitée à 30 km/h. Il existe, sur plusieurs sections, des bandes cyclables.

### Voies rencontrées
Le chemin du Raisin rencontre les voies suivantes, dans l'ordre des numéros croissants (« g » indique que la rue se situe à gauche, « d » à droite) :
1. Boulevard des Minimes
2. Rue Chabanon (d)
3. Rue des Jumeaux (d)
4. Rue Mère-Élise-Rivet (d)
5. Avenue François-Collignon (g)
6. Rue Pierre-Cazeneuve (d)

## Odonymie
Le chemin tient son nom du domaine de Raisin, un domaine agricole qui se trouvait au nord du chemin (emplacement de l'actuel no 78). Il appartenait au début du XVIIIe siècle à Jean-Baptiste Raisin, chirurgien du roi à l'hôtel-Dieu : il était payé et logé aux frais de la ville pour sa spécialité de « lithomiste » s'occupant du traitement de la maladie de la « pierre » et de la cataracte en particulier. Il exerça de 1686 à 1723,.
Au XVIIe siècle, le chemin du Raisin était une partie du chemin de Pouzonville-à-Croix-Daurade : ce chemin rural, partant de la porte de Pouzonville, une des portes du rempart du bourg Saint-Sernin (emplacement de l'actuel no 46 rue Jean-Baptiste-Merly) traversait la campagne pour rejoindre le chemin de la Porte-Arnaud-Bernard-à-Croix-Daurade (actuelles rues de la Balance et Pierre-Cazeneuve). Le chemin se prolongeait ensuite jusqu'au village de Croix-Daurade (actuels rue Michel-Ange, chemin Raynal et chemin de Lanusse). À la fin du XVIIIe siècle, ce long chemin ayant été coupé par le percement du canal du Midi, il prit son nom actuel.